# علي رضا حقي
علي رضا حقي (من مواليد 8 فبراير 1979) هو دراج من إيران.
شارك في دورة الألعاب الآسيوية 2006 في الدوحة بقطر.

## روابط خارجية
- علي رضا حقي على موقع الاتحاد الدولي للدراجات (الإنجليزية)
- علي رضا حقي على موقع أرشيف الدراجات (الإنجليزية)
- علي رضا حقي على موقع إحصائيات الدراجات الإحترافية (الإنجليزية)
- علي رضا حقي على موقع نسبة الدراجات (الإنجليزية)
- علي رضا حقي على موقع أوليمبيديا (الإنجليزية)